# NordBau
NordBau ist eine Baufachmesse, die jährlich im September mit begleitendem Kongressprogramm auf dem Gelände der Holstenhallen in Neumünster abgehalten wird.
Sie wurde 1956 als „Norddeutscher Baumarkt“  von der Arbeitsgemeinschaft für zeitgemäßes Bauen mitbegründet. Auf 69.000 m² im Freigelände und über 20.000 m² Hallenfläche bietet die Baumesse heute rund 850 Ausstellern Platz. Sie zeigt die Bandbreite des Baugeschehens mit Baustoffen und -maschinen, Kommunalgeräten und Nutzfahrzeugen für Bau und Handwerk sowie Energietechnik. Die NordBau kooperiert seit Ende der 1970er-Jahre mit dem Königreich Dänemark.
Die letzte Messe fand vom 4. bis 8. September 2024 statt und verzeichnete über 44.000 Besucher sowie rund 700 Aussteller – ein leichter Zuwachs gegenüber 2023 mit knapp 43.000 Besuchern und fast 680 Ausstellern. Die nächste NordBau wird vom 10. bis 14. September 2025 stattfinden.